# Lily Morett
Lily Morett (Madrid, 10 de mayo de 2002) es una actriz española, conocida por su participación en diversas series de televisión.

## Biografía
Su primera incursión en el mundo de la interpretación fue con el personaje de Blanca una niña con poderes extraordinarios en la serie Los protegidos de Antena 3, más tarde se incorporó a la serie Hispania, la leyenda de la misma cadena en el papel de Altea, la hija de Viriato (Roberto Enríquez), interpretando nuevamente a una niña desaparecida.
Tras su breve participación en la primera temporada de Los protegidos, Lily vuelve a la segunda temporada de la serie, tras ser su personaje rescatado nuevamente.

## Filmografía

### Cortometrajes
- Morphos - Ignoto Planet Entertainment - Linda - (2010)
- Uniformadas - Irene Zoe Alameda - (2010)
- Speak Easy - Marinella Senatore - (2009)

### Televisión
- Hispania, la leyenda - Bambú Producciones - Antena 3 - Altea - (2010-2012)
- Los protegidos Ida y Vuelta - Antena 3 - Blanca - (2010-2012)
- Los misterios de Laura - TVE 1 - Verónica Lebrel - 2010
- Águila Roja - TVE 1 - Niña muerta - 2011
- Amar en tiempos revueltos como Manolita Sanabria de niña (un episodio) (2012)
- Un día para vivir (2024) - Fernanda[3]